# Kuopio Steelers 2022
Questa voce raccoglie le informazioni riguardanti i Kuopio Steelers nelle competizioni ufficiali della stagione 2022.

## Maschile

### Vaahteraliiga 2022

#### Stagione regolare
| Helsinki 14 maggio 2022, ore 16:30 1ª giornata | Helsinki Roosters | 20 – 49 (6-7 0-21 14-7 0-14) referto | Kuopio Steelers | Velodromo di Helsinki (369 spett.)\| Arbitro: \| V. Lamminsalo \| |
| Arbitro:                                       | V. Lamminsalo     |                                      |                 |                                                                   |

| Helsinki 28 maggio 2022, ore 16:30 3ª giornata | Helsinki Wolverines | 0 – 15 (0-0 0-6 0-0 0-9) referto | Kuopio Steelers | Velodromo di Helsinki (173 spett.)\| Arbitro: \| M. Immonen \| |
| Arbitro:                                       | M. Immonen          |                                  |                 |                                                                |

| Kuopio 5 giugno 2022, ore 16:30 4ª giornata | Kuopio Steelers | 42 – 21 (7-7 14-0 7-7 14-7) referto | Seinäjoki Crocodiles | Väinölänniemen stadion (534 spett.)\| Arbitro: \| Toijala \| |
| Arbitro:                                    | Toijala         |                                     |                      |                                                              |

| Porvoo 11 giugno 2022, ore 16:30 5ª giornata | Porvoon Butchers | 20 – 47 (6-13 7-20 7-7 0-7) referto | Kuopio Steelers | Porvoon Keskuskenttä (301 spett.)\| Arbitro: \| V. Lamminsalo \| |
| Arbitro:                                     | V. Lamminsalo    |                                     |                 |                                                                  |

| Kuopio 18 giugno 2022, ore 16:30 6ª giornata | Kuopio Steelers | 82 – 12 (21-0 28-6 17-0 16-6) referto | United Newland Crusaders | Väinölänniemen stadion (305 spett.)\| Arbitro: \| Janhuba \| |
| Arbitro:                                     | Janhuba         |                                       |                          |                                                              |

| Kuopio 2 luglio 2022, ore 16:30 7ª giornata | Kuopio Steelers | 13 – 12 (0-0 7-6 0-0 6-6) referto | Helsinki Wolverines | Väinölänniemen stadion (477 spett.)\| Arbitro: \| M. Makarainen \| |
| Arbitro:                                    | M. Makarainen   |                                   |                     |                                                                    |

| Kuopio 16 luglio 2022, ore 16:30 9ª giornata | Kuopio Steelers | 54 – 6 (7-0 28-0 7-0 12-6) referto | Kotka Eagles | Väinölänniemen stadion (356 spett.)\| Arbitro: \| Janhuba \| |
| Arbitro:                                     | Janhuba         |                                    |              |                                                              |

| Lohja 22 luglio 2022, ore 18:30 10ª giornata | United Newland Crusaders | 8 – 71 (0-7 0-23 0-14 8-27) referto | Kuopio Steelers | Harjun kenttä (137 spett.)\| Arbitro: \| Toijala \| |
| Arbitro:                                     | Toijala                  |                                     |                 |                                                     |

| Kotka 30 luglio 2022, ore 16:30 11ª giornata | Kotka Eagles | 18 – 58 (0-14 18-14 0-21 0-9) referto | Kuopio Steelers | Karhulan keskuskenttä (250 spett.)\| Arbitro: \| M. Immonen \| |
| Arbitro:                                     | M. Immonen   |                                       |                 |                                                                |

| Seinäjoki 13 agosto 2022, ore 16:30 13ª giornata | Seinäjoki Crocodiles | 8 – 27 (0-6 6-7 2-7 0-7) referto | Kuopio Steelers | Wirokit Stadion (525 spett.)\| Arbitro: \| Toijala \| |
| Arbitro:                                         | Toijala              |                                  |                 |                                                       |

| Kuopio 19 agosto 2022, ore 18:30 14ª giornata | Kuopio Steelers | 63 – 7 (14-0 28-7 7-0 14-0) referto | Porvoon Butchers | Väinölänniemen stadion (423 spett.)\| Arbitro: \| V. Lamminsalo \| |
| Arbitro:                                      | V. Lamminsalo   |                                     |                  |                                                                    |

| Kuopio 26 agosto 2022, ore 18:30 15ª giornata | Kuopio Steelers | 31 – 14 (0-0 17-14 0-0 14-0) referto | Helsinki Roosters | Väinölänniemen stadion (527 spett.)\| Arbitro: \| Janhuba \| |
| Arbitro:                                      | Janhuba         |                                      |                   |                                                              |

#### Playoff
| Kuopio 2 settembre 2022, ore 18:30 Semifinale | Kuopio Steelers | 28 – 0 (0-0 14-0 7-0 7-0) referto | Helsinki Roosters | Väinölänniemen stadion (615 spett.)\| Arbitro: \| Toijala \| |
| Arbitro:                                      | Toijala         |                                   |                   |                                                              |

| Arbitri: | Toijala E. Aaltonen J. Kalliokoski P. Vierikko V. Lamminsalo J. Karppinen T. Lindroos |

| |           | |
| H. Harju 6':02" Q1 (TD) 40yd pass from Bradley Ojainväli Q1 (pat) Lindqvist 11':54" Q2 (TD) 9yd pass from Bradley Ojainväli Q2 (pat) Reasnover 1':42" Q4 (TD) 80yd kickoff return Ojainväli Q4 (pat) | Marcatori | Mäki-Maunus 6':10" Q1 (FG) 34yd Mäki-Maunus 0':23" Q2 (FG) 26yd Powell 1':59" Q4 (TD) 37yd run K. Harju Q4 (tpc) pass from Whitehead |

### Statistiche di squadra
| Competizione      | %Vittorie | In casa | In casa | In casa | In casa | In casa | In casa | In trasferta | In trasferta | In trasferta | In trasferta | In trasferta | In trasferta | Totale | Totale | Totale | Totale | Totale | Totale |
| Competizione      | %Vittorie | G       | V       | N       | P       | Pf      | Ps      | G            | V            | N            | P            | Pf           | Ps           | G      | V      | N      | P      | Pf     | Ps     |
| ----------------- | --------- | ------- | ------- | ------- | ------- | ------- | ------- | ------------ | ------------ | ------------ | ------------ | ------------ | ------------ | ------ | ------ | ------ | ------ | ------ | ------ |
| Stagione regolare | 1.000     | 6       | 6       | 0       | 0       | 285     | 72      | 6            | 6            | 0            | 0            | 267          | 74           | 12     | 12     | 0      | 0      | 552    | 146    |
| Playoff           | 1.000     | 2       | 2       | 0       | 0       | 49      | 14      | 0            | 0            | 0            | 0            | 0            | 0            | 2      | 2      | 0      | 0      | 49     | 14     |
| Totale            | 1.000     | 8       | 8       | 0       | 0       | 334     | 86      | 6            | 6            | 0            | 0            | 267          | 74           | 14     | 14     | 0      | 0      | 601    | 160    |

### Statistiche personali

#### Marcatori
| Giocatore        | Ruolo | TD rush | TD recv | TD int | TD p.ret | TD k.ret | TD oth | Xp1  | Xp2 | FG | Saf | Totale |
| ---------------- | ----- | ------- | ------- | ------ | -------- | -------- | ------ | ---- | --- | -- | --- | ------ |
| Reasnover        |       | 30+4    | 1       | 0      | 0        | 0+1      | 0      | 0    | 0   | 0  | 0   | 216    |
| Ojainväli        |       | 0       | 0       | 0      | 0        | 0        | 0      | 59+7 | 0   | 3  | 0   | 75     |
| H. Harju         |       | 0       | 8+1     | 0      | 0        | 0        | 0      | 0    | 0   | 0  | 0   | 54     |
| Lehtonen         |       | 9       | 0       | 0      | 0        | 0        | 0      | 0    | 0   | 0  | 0   | 54     |
| Ndongo           |       | 3       | 0       | 0      | 2        | 1        | 0      | 0    | 0   | 0  | 0   | 36     |
| Lindstén         |       | 0       | 4       | 0      | 0        | 0        | 0      | 0    | 0   | 0  | 0   | 24     |
| Pekkarinen       |       | 0       | 0       | 2      | 0        | 0        | 0      | 12   | 0   | 0  | 0   | 24     |
| K. Peurakumpu    |       | 0       | 4       | 0      | 0        | 0        | 0      | 0    | 0   | 0  | 0   | 24     |
| S. Juvonen       |       | 0       | 3       | 0      | 0        | 0        | 0      | 0    | 0   | 0  | 0   | 18     |
| Lindqvist        |       | 0       | 2+1     | 0      | 0        | 0        | 0      | 0    | 0   | 0  | 0   | 18     |
| C. Bakker        |       | 2       | 0       | 0      | 0        | 0        | 0      | 0    | 0   | 0  | 0   | 12     |
| Kuikka           |       | 0       | 1       | 0      | 0        | 0        | 1      | 0    | 0   | 0  | 0   | 12     |
| I.-P. Paakki     |       | 0       | 2       | 0      | 0        | 0        | 0      | 0    | 0   | 0  | 0   | 12     |
| Team             |       | 0       | 0       | 0      | 0        | 0        | 0      | 0    | 0   | 0  | 4   | 8      |
| Bradley          |       | 1       | 0       | 0      | 0        | 0        | 0      | 0    | 0   | 0  | 0   | 6      |
| Choate           |       | 0       | 1       | 0      | 0        | 0        | 0      | 0    | 0   | 0  | 0   | 6      |
| R. Laine         |       | 0       | 0       | 1      | 0        | 0        | 0      | 0    | 0   | 0  | 0   | 6      |
| Marshall         |       | 0       | 1       | 0      | 0        | 0        | 0      | 0    | 0   | 0  | 0   | 6      |
| J. Paananen      |       | 0       | 1       | 0      | 0        | 0        | 0      | 0    | 0   | 0  | 0   | 6      |
| Ja. Jaaskelainen |       | 0       | 0       | 0      | 0        | 0        | 0      | 0    | 0   | 0  | 1   | 2      |

#### Passer rating
| Giocatore     | G    | Att    | Comp   | Int | Yds      | TD   | NFL    | NCAA   |
| ------------- | ---- | ------ | ------ | --- | -------- | ---- | ------ | ------ |
| Bradley       | 12+2 | 243+48 | 149+20 | 5+0 | 2052+317 | 25+2 | 108,17 | 153,64 |
| M. Taivassalo | 2    | 3      | 2      | 0   | 24       | 1    |        |        |

## Femminile

### Naisten II-divisioona 2022

#### Stagione regolare
| Kuopio 21 maggio 2022, ore 16:00 2ª giornata | Kuopio Steelers | 0 – 62 | Porvoon Butchers | Lippumäen tekonurmi |

| Hämeenlinna 29 maggio 2022, ore 13:00 3ª giornata | Hämeenlinna Tigers | 72 – 46 | Kuopio Steelers | Hämeenlinnan urheilupuisto |

| Porvoo 19 giugno 2022, ore 14:00 5ª giornata | Porvoon Butchers | 64 – 0 | Kuopio Steelers | Porvoon pallokenttä |

| Kuopio 3 luglio 2022, ore 14:00 6ª giornata | Kuopio Steelers | 0 – 62 | Hämeenlinna Tigers | Lippumäen tekonurmi |

#### Playoff
| Hämeenlinna 9 luglio 2022, ore 13:00 Semifinale | Hämeenlinna Tigers | 30 – 0 (a tavolino) | Kuopio Steelers | Pullerin kenttä |

### Statistiche di squadra
| Competizione      | %Vittorie | In casa | In casa | In casa | In casa | In casa | In casa | In trasferta | In trasferta | In trasferta | In trasferta | In trasferta | In trasferta | Totale | Totale | Totale | Totale | Totale | Totale |
| Competizione      | %Vittorie | G       | V       | N       | P       | Pf      | Ps      | G            | V            | N            | P            | Pf           | Ps           | G      | V      | N      | P      | Pf     | Ps     |
| ----------------- | --------- | ------- | ------- | ------- | ------- | ------- | ------- | ------------ | ------------ | ------------ | ------------ | ------------ | ------------ | ------ | ------ | ------ | ------ | ------ | ------ |
| Stagione regolare | .000      | 2       | 0       | 0       | 2       | 0       | 124     | 2            | 0            | 0            | 2            | 46           | 136          | 4      | 0      | 0      | 4      | 46     | 260    |
| Playoff           | .000      | 0       | 0       | 0       | 0       | 0       | 0       | 1            | 0            | 0            | 1            | 0            | 30           | 1      | 0      | 0      | 1      | 0      | 30     |
| Totale            | .000      | 2       | 0       | 0       | 2       | 0       | 124     | 3            | 0            | 0            | 3            | 46           | 166          | 5      | 0      | 0      | 5      | 46     | 290    |